# Ortogenesi
L'ortogenesi è il termine con cui si indica una ipotesi, ormai obsoleta, che vuole, in biologia, un'evoluzione rettilinea, vale a dire che un organismo ha una innata tendenza ad evolvere in una ben precisa direzione e questo sulla base di una concezione teleologica del fenomeno.
Il termine fu coniato da Wilhelm Haacke nel 1893 e reso popolare, pochi anni dopo, da Theodor Eimer. I proponenti questa teoria rigettavano il concetto di selezione naturale.